# Daitoku-ji

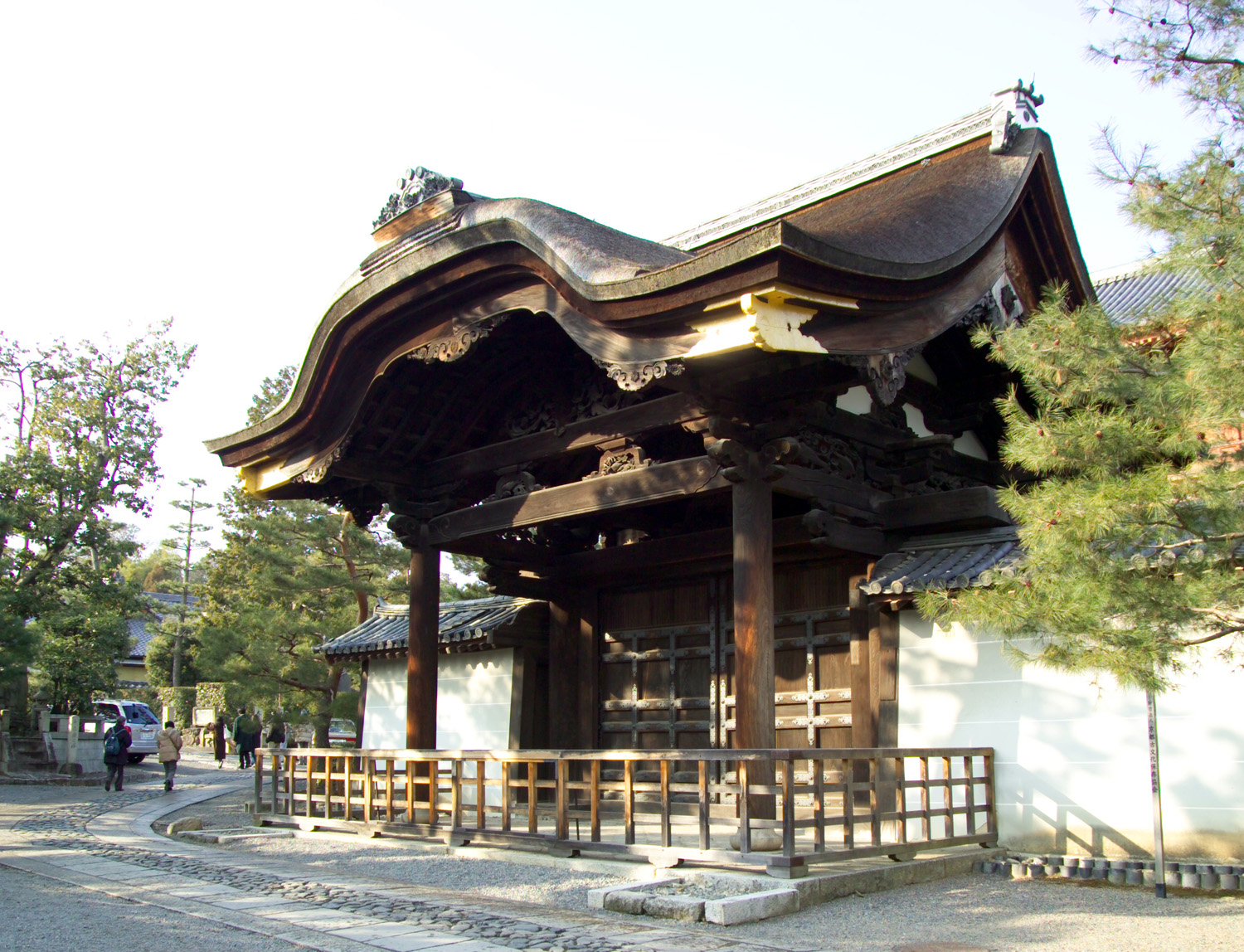
Das Tor für den kaiserlichen Boten

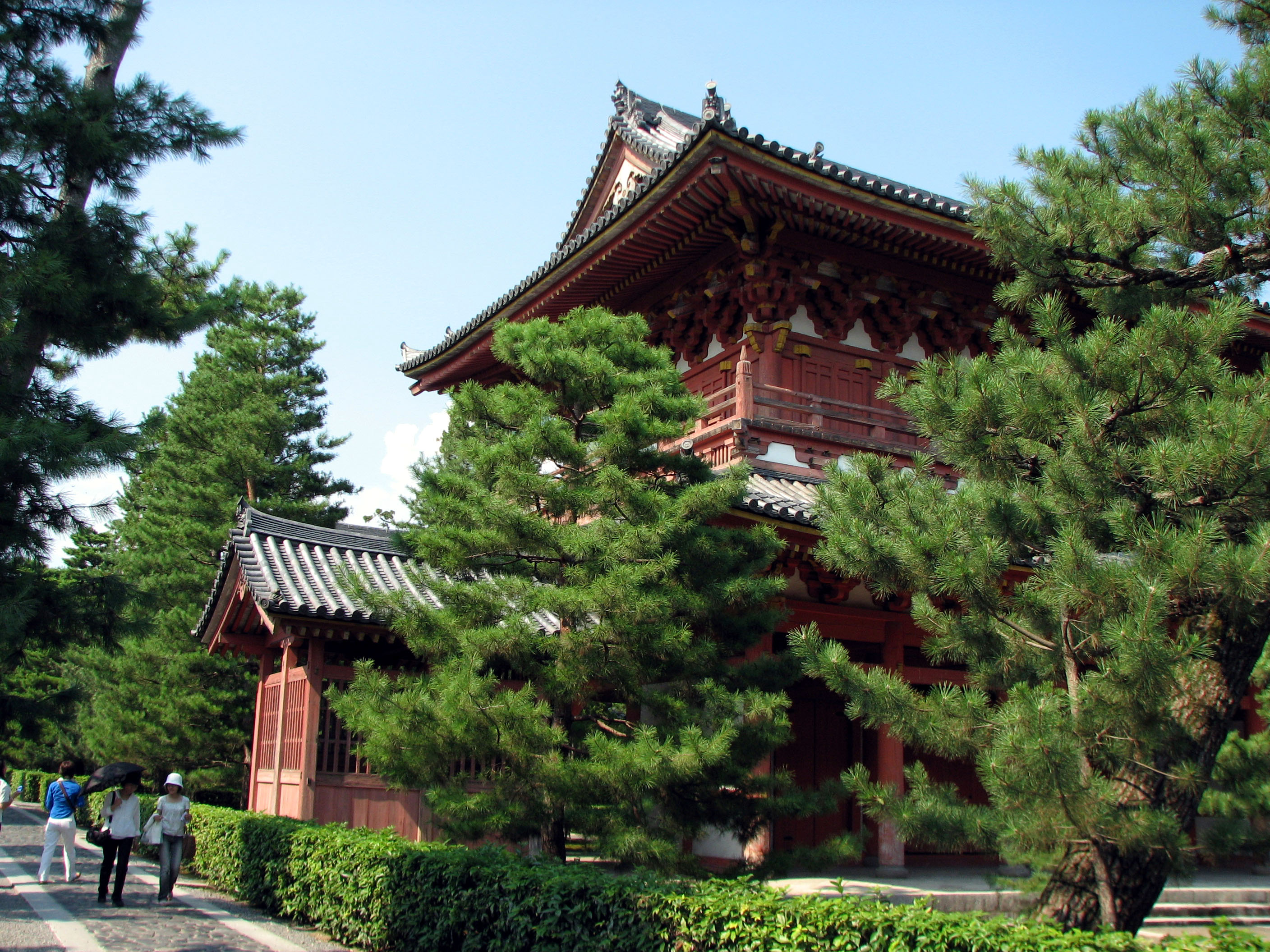
Das Haupttor des Tempels

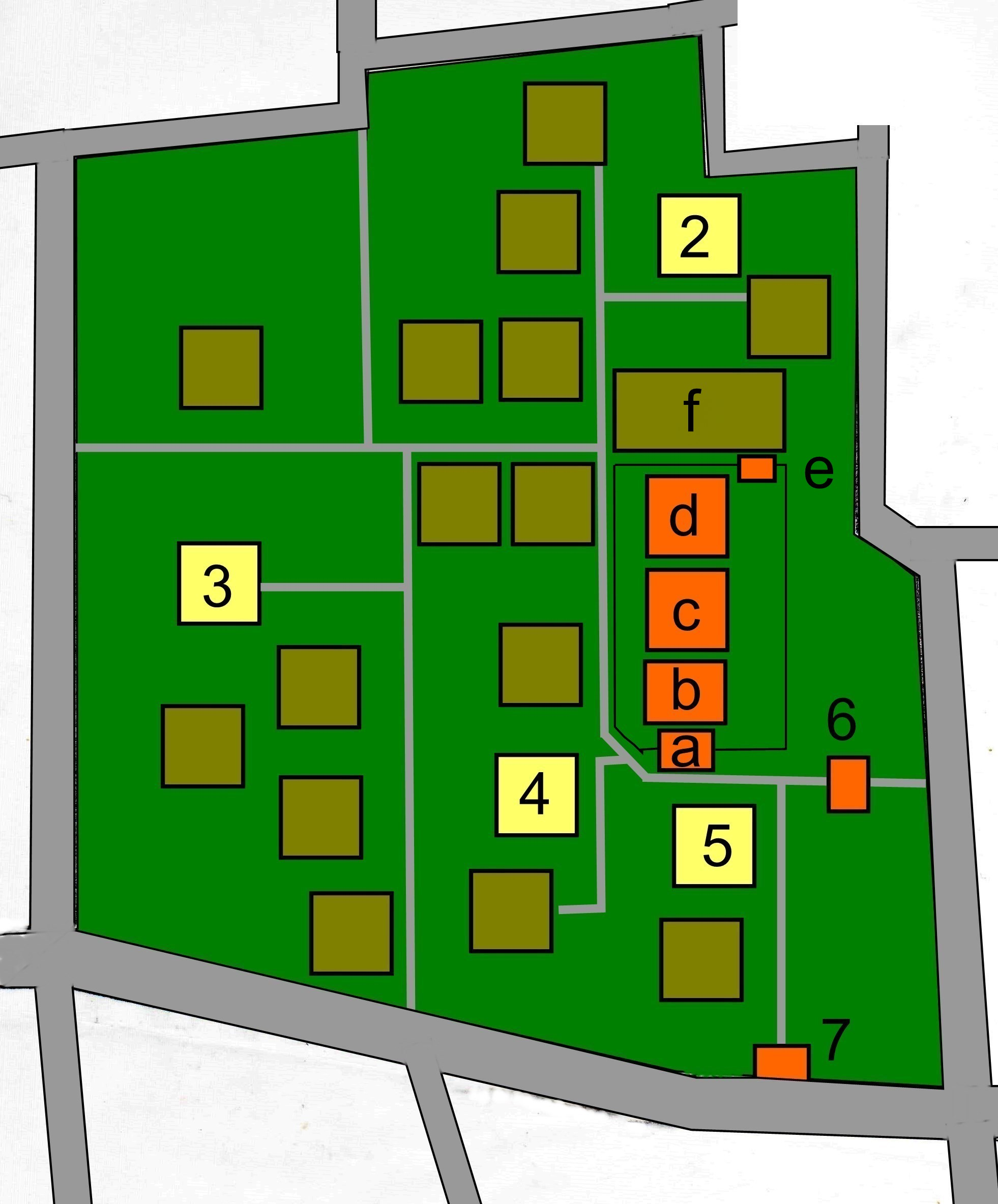
Daitoku-ji mit Haupt- und Nebentempeln

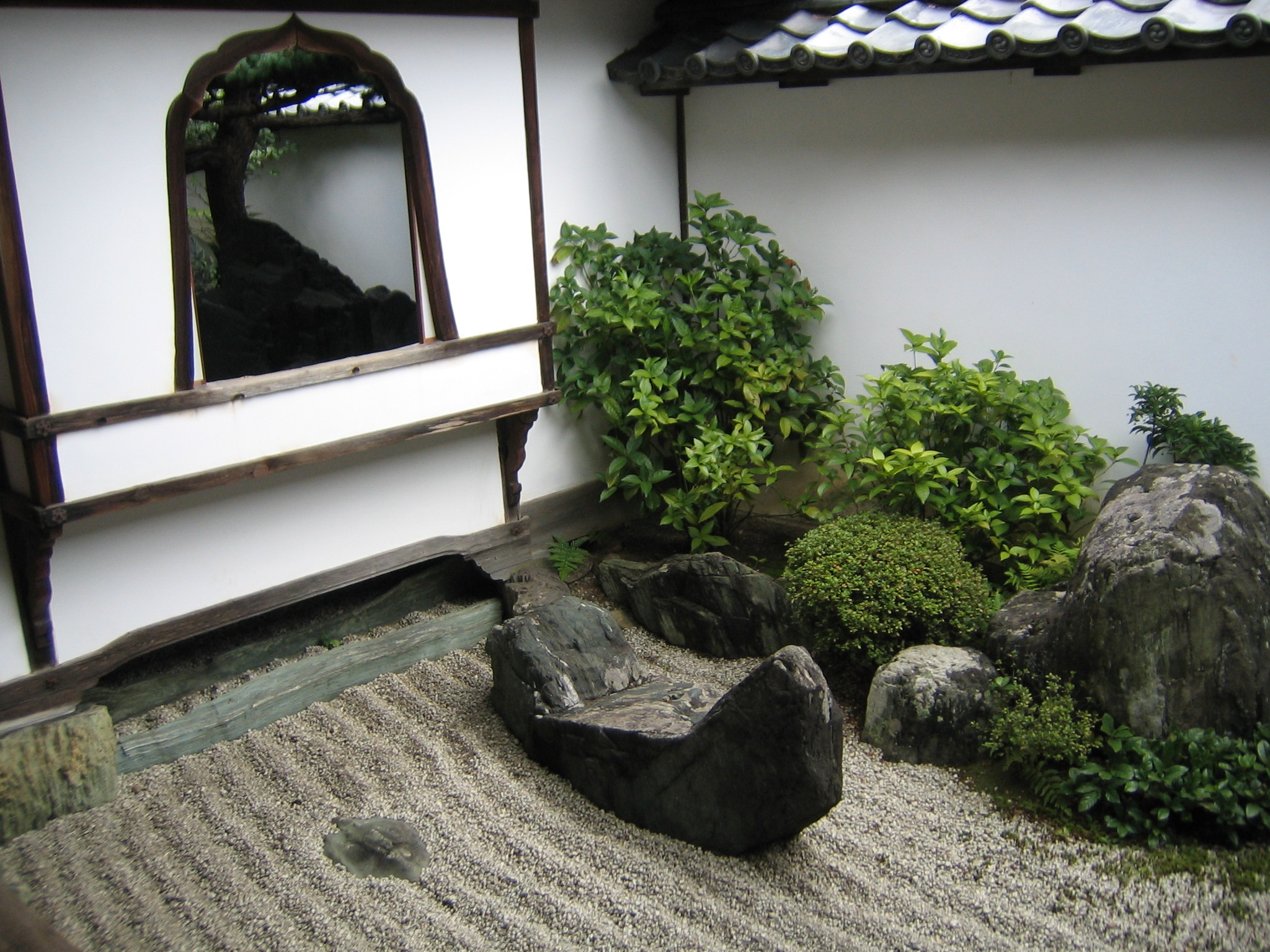
Rechter Teil des nördlichen Steingartens mit Schatzboot und auf das Fenster

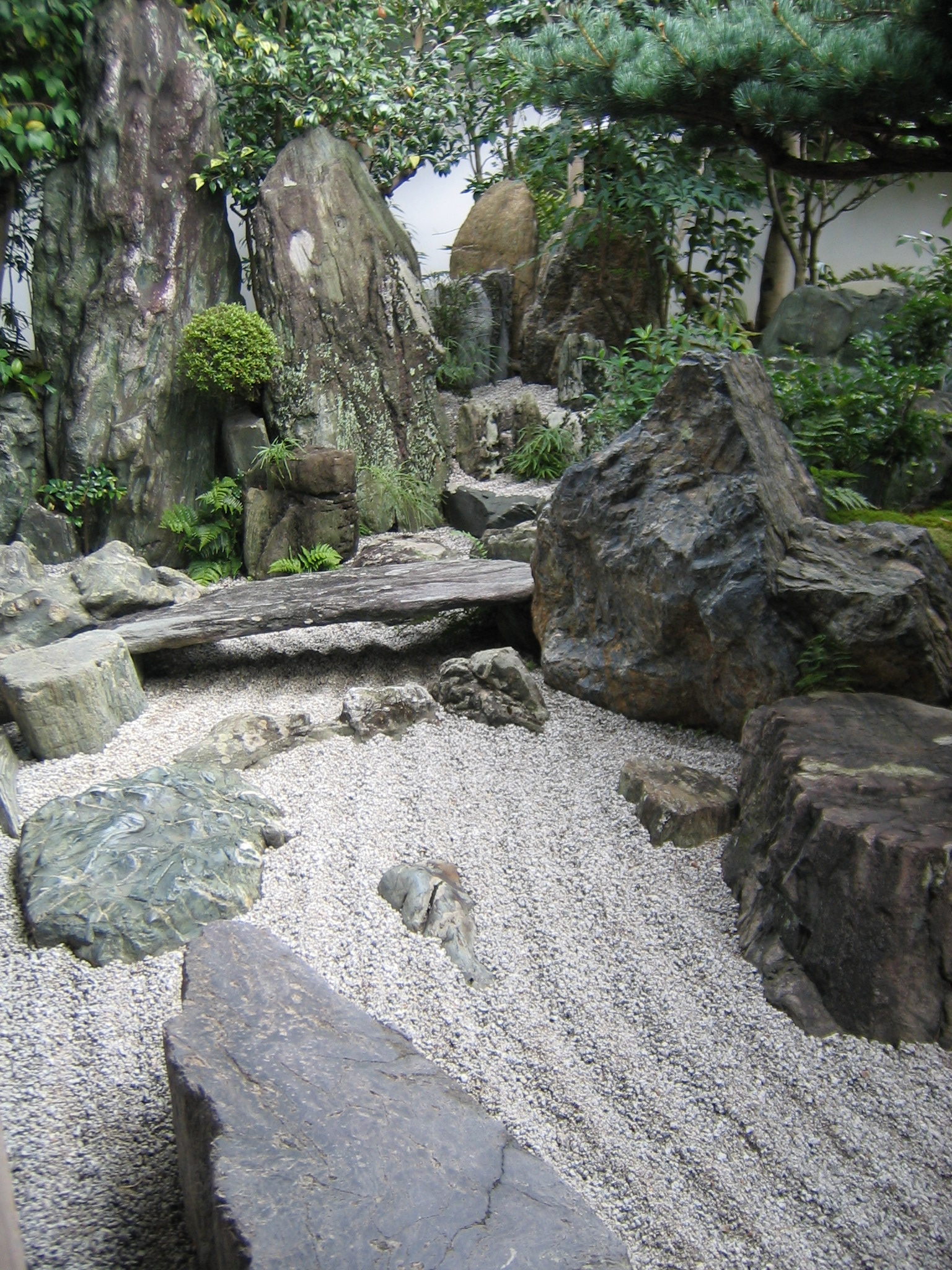
Linker Teil des Steingartens (Kare-san-sui) mit der Hōrai-Bergspitze

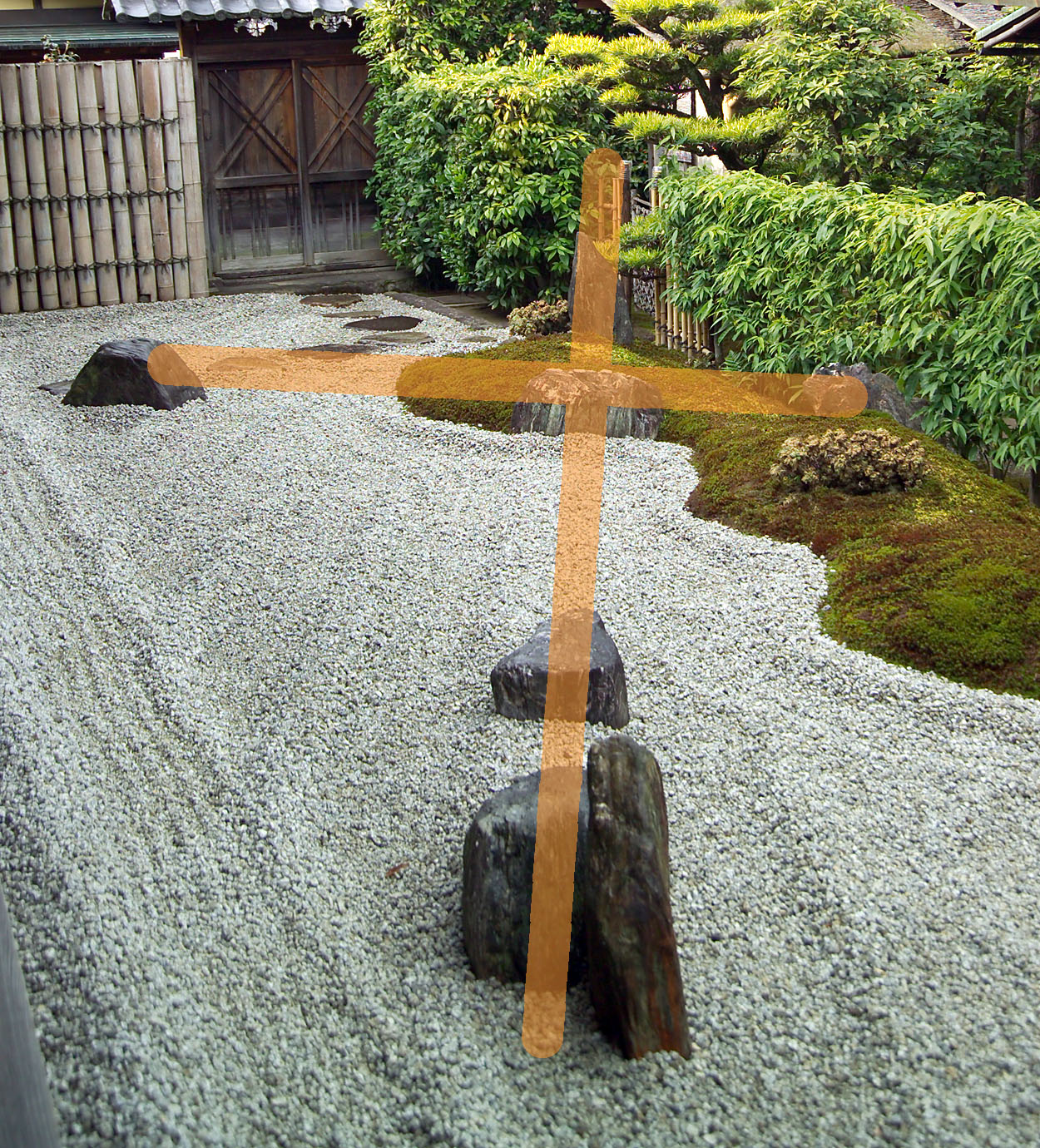
Kreuzgarten im Zuihō-in

Der Daitoku-ji (japanisch 大徳寺, auch 龍寶山, Ryūhōzan) ist ein buddhistischer Tempelkomplex im Stadtbezirk Kita der japanischen Stadt Kyōto und einer der Haupttempel der Rinzai-shū.
Der Daitoku-ji ist weithin berühmt für seine vielen historisch bedeutenden und kunstvollen Bauwerke, von denen mehrere eingetragene Wichtige Kulturgüter Japans oder auch Nationalschätze Japans sind.

## Geschichte
Der Tempel wurde von 1315 bis 1325 von Shūhō Myōchō (宗峰妙超; auch Daitō Kokushi (大燈國師, 1282–1337)), Schüler des Zen-Meisters Nampo Jōmin (南浦紹明, 1235–1308), unter der Schirmherrschaft der Hanazono- und Go-Daigo-tennō errichtet.
Von 1333 bis 1341 gehörte er kurze Zeit zu den Gozan. Später, unter der Herrschaft der Ashikaga-Shōgune, war er einer der bedeutendsten Rinka-Tempel.
Eine der bekanntesten Persönlichkeiten am Tempel war der Mönch Ikkyū Sōjun (1394–1481), der mit dem späteren Vorsteher, Yōsō Sōi (養叟宗頤, 1379–1458), eine lebenslange, erbitterte Auseinandersetzung über die richtige buddhistische Praxis führte und in den letzten Jahren seines Lebens mit finanzieller Hilfe der Händler aus der Hafenstadt Sakai die im Ōnin-Krieg niedergebrannten Gebäude des Tempels wiederaufbaute.
In der Sengoku-Zeit und der nachfolgenden Azuchi-Momoyama-Zeit avancierte der Daitoku-ji zu einem kulturellen Zentrum des Landes. Der Kriegsherr Toyotomi Hideyoshi (1537–1598) ließ das Grab seines Vorgängers, Oda Nobunaga (1534–1582), auf das Grundstück des Tempels verlegen und schenkte ihm Ländereien. Bedeutende Tee-Meister wie Sen no Rikyū (1522–1591) und Kobori Masakazu, auch Kobori Enshū wirkten in dieser Zeit am Tempel.
Unter der Herrschaft der Tokugawa-Shōgune büßte der Tempel wieder einige seiner Privilegien ein.
Im 20. Jahrhundert wurden auch westliche Übende in den Tempel aufgenommen. Ruth Fuller Sasaki und Irmgard Schlögl, die dort ihre Ausbildung erhielten, wurden wichtige Pionierinnen des Zen in Amerika und Europa. Janwillem van de Wetering verbrachte hier ab Sommer 1958 eineinhalb Jahre als Schüler.

## Die Anlage
Die Anlage (s. Plan) mit einer Ausdehnung von 550 × 450 m ist öffentlich zugänglich, z. B. durch das Haupt- und Südtor, (6) und (7). Der Haupt- und die Nebentempel selbst sind jedoch bis auf Ausnahmen (s. u.) für den Besucher nicht geöffnet.
- Der am Ostrand liegende Haupttempel (1) besteht aus einem Hauptgebäude (f), das aus Abtquartier (Hōjō; Nationalschatz) und Refektorium (Kuri) besteht und weiteren Gebäuden, die sich südlich anschließen:
  - (a) Das Tor für den kaiserlichen Boten (Chokushimon),
  - (b) Das Haupttor (Sammon, hier Kinmōkaku (金毛閣) genannt), wurde 1529 von Shūchō (1448–1532) und anderen einstöckig ausgeführt, dann von Rikyū zum Nijūmon aufgestockt.
  - (c) Die Buddhahalle (Butsuden),
  - (d) Die Lehrhalle (Hattō) wurde vom Burgherren von Odawara, Inaba Masakatsu, gestiftet.
  - (e) Tor im Karamon-Stil (Nationalschatz).
  - Auf dem Gelände (braunes Rechteck) befinden sich auch die restlichen Gebäudes des Zen-Garan: Glockenturm, Sutraspeicher und Bad.

Folgende Nebentempel können besichtigt werden:
- (2) Daisen-in (大仙院) Der bekannteste Nebentempel wurde 1509 von Kogaku Sōkō (古岳宗亘) angelegt. Die Haupthalle (Hondō), mit Eingang (Genkan; Nationalschatz) enthält Ausmalungen, die Kanō Yukinobu, Kanō Motonobu und Sōami zugeschrieben werden[Anm. 1]. Die Haupthalle ist an der Nord- und Südseite von Gärten im Kare-san-sui-Stil eingefasst. Der Kiesgarten im Süden ist mit zwei Kieskegeln geschmückt, der Garten an der Nordseite wird durch ein Fenster in Glockenform (Katō-mado) in zwei Teile getrennt. Auf dem schlichteren Teil schwimmt auf dem Kiesbett ein Schatzboot (Takarabune), der andere Teil wird in der Ecke durch eine Steinformation geschmückt, mit dem Berg Hōrai in der Mitte, von dem sich ein „trockener Wasserfall“ ergießt, dessen „Wasser“ unter einer Steinbrücke weiter fließt.
- (3) Kōtō-in (高桐院). Der Nebentempel wurde 1601 von Hosokawa Tadaoki (細川忠興, 1563–1645) gestiftet. Hosokawa, der sich im späteren Leben dem Zen widmete, war einer der sieben Meister-Schüler von Sen no Rikyū. Zum Tempel gehört das Teehaus Shōkōken (松向軒), das Hosokawa baute.
- (4) Zuihō-in (瑞峰院). Es wird überliefert, dass dieser Nebentempel von Ōtomo Sōrin ((大友宗麟, 1530–1589), Sohn eines mächtigen Fürsten in Kyūshū, gestiftet wurde. Mit 48 Jahren trat Sōrin jedoch zum Christentum über. Er sandte die erste japanische Mission nach Rom, deren Rückkehr er jedoch nicht mehr erlebte. Der Tempel ist umgeben von einigen Gärten, darunter befinden sich:
  - Dokuza-tei (独坐庭), vor dem Abtquartier (Hōjō)
  - Kammin-tei (閑眠庭) oder „Kreuzgarten“ (十字架の庭, Jūjika no niwa), hinter dem Abtquartier
  - Cha-tei (茶庭)
- (5) Ryōgen-in (龍源院). Das Vordere Tor (Omotemon) und die Haupthalle (Hondō), in der eine hölzerne Skulptur des Shaka Nyorai aus der Kamakura-Zeit verehrt wird, sind die ältesten Gebäude des heutigen Daitoku-ji.

Nicht allgemein zugänglich ist zum Beispiel:
- das Kohō-an (孤篷庵). Diese von Kobori Enshū 1612 erbaute Klause stand zunächst im Ryūkō-in, wurde dann aber von ihm zum Daitoku-ji umgesetzt, wobei der Teeraum „Bōsen“ (忘筌). Enshū verbrachte den Rest seines Lebens dort. Die Klause ging 1793 bei einem Brand verloren, wurde aber von Matsudaira Harusato (1751–1818) im alten Stil wieder aufgebaut. Sie beherbergt eine der berühmtesten Teeschalen Japans, die koreanische Ido-Schale „Kizaemon“ aus der frühen Yi-Dynastie (15. Jhd.).